# 中國說唱
中國說唱是Hip-hop进入中国后的产物。説唱对于中國音樂来说，屬於比較新穎的音樂類型。早期，驻华使馆工作人员、外国商人及其家属带入中国的电影录像带（如1984年的《熱街小子 Beat Street》）等对中国说唱诞生与发展产生了影响。

## 歷史

### 2000年代前
1984年起，当时中國唯一一個夜總會“Juliana's”的DJ开始经常地播放嘻哈音乐。Juliana's亦每月从伦敦订阅如Sugarhill、Tommy Boy和StreetSounds等著名的音乐厂牌。
1992年起，北京崑崙飯店的水晶迪斯科舞廳每逢星期五、星期六便舉辦“嘻哈之夜”；1994年，上海的百老匯港口俱樂部開設中國首個夜間嘻哈俱樂部。

### 2000年代
2003年，隨著北京“Vic's”和“Mix”夜總會的開幕，嘻哈在中国变得更为主流。
90年代初期，搖滾歌手崔健创作了第一首含有嘻哈元素的中文歌曲，但更多被視為實驗性创作。早期來自台灣的嘻哈音樂未能取得太大成功，因当时的主流市場更關注摇滚及民謠音樂，直到00年代周杰伦、王力宏、陶喆等创作歌手崛起，带起一波说唱风潮，而MC HotDog也乘着这风潮在中國大陸流行。
隱藏樂團是中國第一個與主流唱片公司簽約的樂團。2003年百事可樂音樂獎頒獎典禮上，隱藏樂團被提名為最佳新搖滾樂團奖和中國國家廣播音樂大獎，并獲得了2003年度最佳新人奖。除了洛杉磯時報、中國日報、中國音樂雜誌和紐約時報的全篇報導外，該樂團還特别亮相在CCTV-1，PBS和CTV上。

### 2010年代
2017年，首個以嘻哈為主的網路節目《中國有嘻哈》大受歡迎，但后因參賽者問題造成中國主流娛樂媒體对嘻哈歌手在参加电视节目时进行了较为严格的管束，后在2018年改名为《中国新说唱》播出。

## 資料來源
1. ↑  . The Michigan Daily. 2011-03-13  [2014-02-25]. （原始内容存档于2015-01-13）.
2. ↑  Thompson, Derek. . The Atlantic. 2013-10-29  [2014-02-25]. （原始内容存档于2014-04-07）.
3. ↑  . NPR.   [2014-02-25]. （原始内容存档于2014-03-01）.